# Bolesław Domański

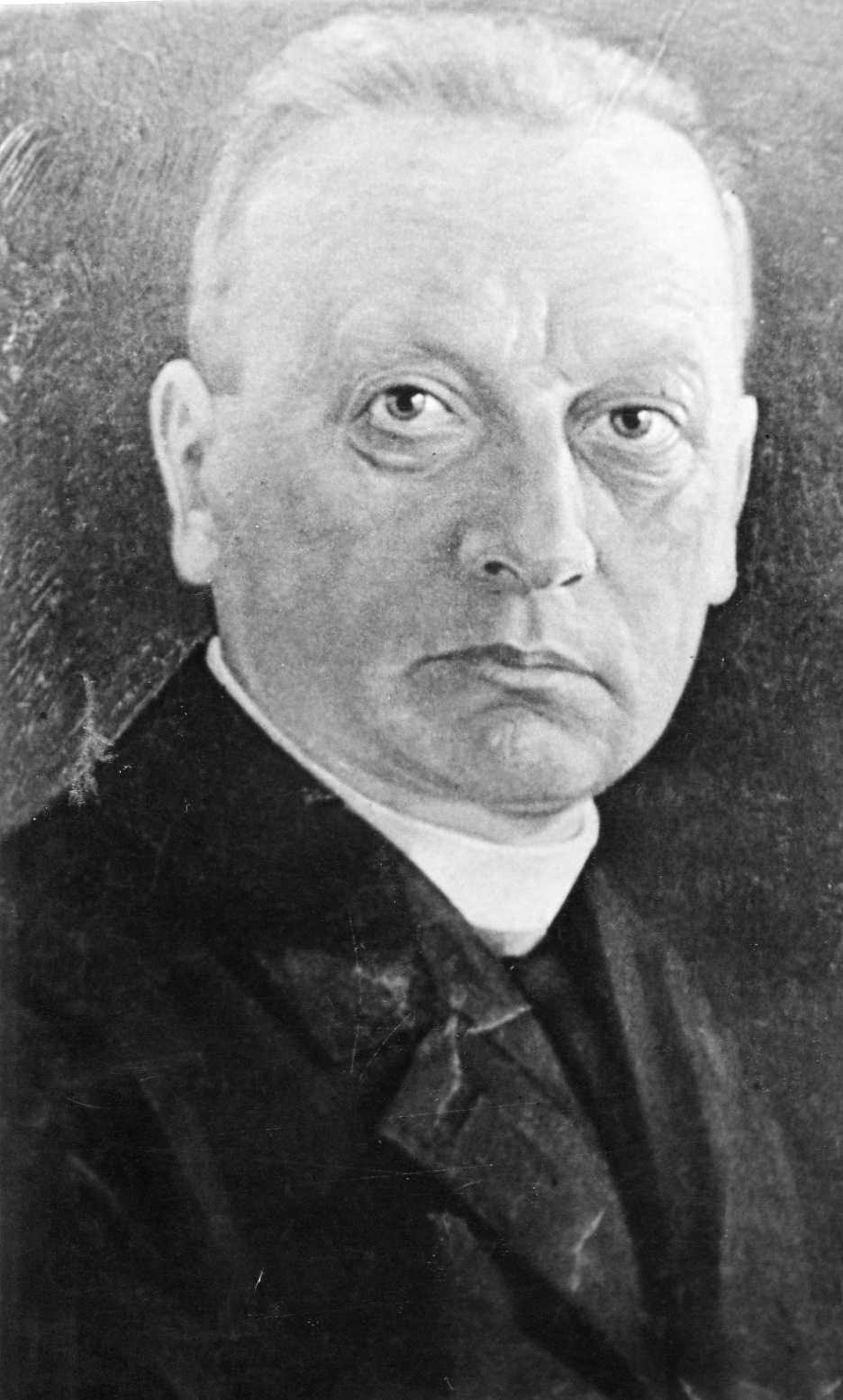
Bolesław Domański

Bolesław Domański (* 14. Januar 1872 in Wildau bei Konitz, Westpreußen; † 21. April 1939 in Berlin) war ein deutsch-polnischer Pfarrer in Westpreußen und politischer Aktivist der polnischen Minderheiten in der Weimarer Republik.
Domański, der promovierter Theologe war, übernahm 1903 die katholische Pfarrei in dem ehemaligen Gutsdorf Zakrzewo im Landkreis Flatow in Westpreußen, wo er bis 1939 ein beliebter Pfarrer war.
Nach dem Ersten Weltkrieg musste zwar aufgrund der Bestimmungen des Versailler Vertrags und wegen der Verlegung des Polnischen Korridors durch preußisches Territorium ein großer Teil des Kreises Flatow an die Zweite Polnische Republik abgetreten werden, das Dorf Zakrzewo verblieb jedoch beim Deutschen Reich, obwohl die Dorfbewohner mehrheitlich ethnische Polen waren, und wurde der Grenzmark Posen-Westpreußen zugeordnet. Domański schloss sich der polnischen Nationalbewegung an, betätigte sich politisch und setzte sich für die Rechte der polnischen Minderheiten in der Weimarer Republik ein. Von 1931 bis 1939 war er Vorstand des „Bundes der Polen in Deutschland“ (polnisch: Związek Polaków w Niemczech). Er kämpfte nicht nur für die Rechte der polnischen Minderheit in der Provinz Grenzmark Posen-Westpreußen, sondern setzte sich unter anderem auch für die polnischen Einwandererfamilien im Ruhrgebiet ein, die er ebenfalls in Bedrängnis wähnte.

## Werke
- Die Lehre des Nemesius über das Wesen der Seele (Dissertation). Münster 1897.
- Die Psychologie des Nemesius. Münster 1900.